# 보 버그달

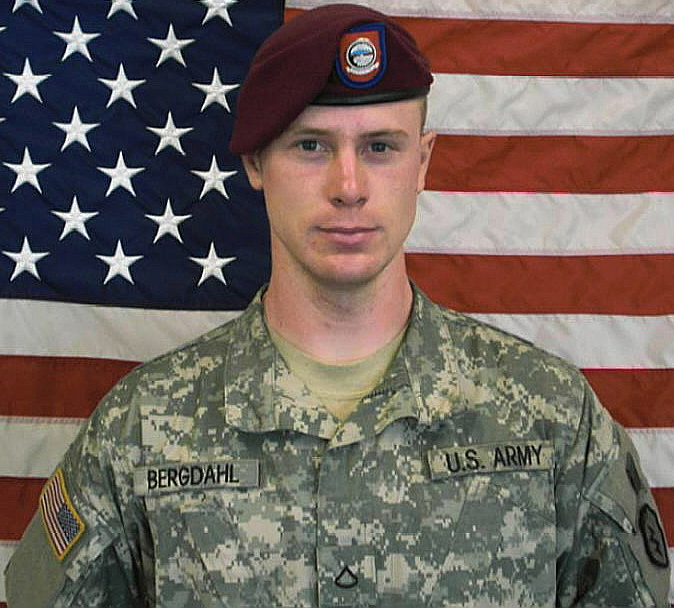
보 버그달

로버트 보드리 버그달(Robert Bowdrie Bergdahl, 1986년 3월 28일 ~ ), 간단히 보 버그달(Bowe Bergdahl)은 미국 육군 군인이다. 
아프가니스탄 전쟁에 참전했다가 탈영 후 탈레반 계열의 무장 단체인 하카니 네트워크에 의해 2009년 6월 포로가 되었다가, 2014년 5월 미국 정부의 노력으로 석방되었다. 
미국 정부가 버그달을 석방하기 위해 관타나모 만 수용소에 수용되어 있던 모하마드 파즐, 카이룰라 카이르크와, 노룰라 노리, 모하마드 나비 오마리, 압둘 하크 와시크 총 5명의 탈레반 요원들을 풀어주었기때문에 논란이 되었다.